# Jacques Paviot
Jacques Paviot, né à Bourg-en-Bresse le 11 mai 1955, est un historien médiéviste français.

## Biographie
Jacques Paviot est un élève de Philippe Contamine. Sous sa direction, il soutient sa thèse de doctorat à l’université Paris IV-Sorbonne en 1993 : La Politique navale des ducs de Bourgogne, 1384-1482, puis son habilitation à diriger des recherches en 2000 : Les ducs de Bourgogne, la croisade et l’Orient, fin XIVe siècle – XVe siècle. Après être passé par le CNRS (Laboratoire d’histoire maritime, puis LAMOP), il est maître de conférences à l’université Paris IV – Sorbonne. Depuis 2001, il est professeur d’histoire du Moyen Âge à l’Université Paris-Est Créteil.
Il mène ses recherches en histoire du bas Moyen-Âge, particulièrement sur l’histoire maritime, les croisades, les relations Occident-Orient, mais également les cours et de la noblesse en Occident. Il s’intéresse aussi au peintre Jan van Eyck, avec diverses contributions dans des catalogues, dont Van Eyck. Une révolution optique, Gand, 2020, et des revues.
Membre de la Société de l’histoire de France, il en est le secrétaire depuis 2011. Il est secrétaire (2007) et président (2017) de la Société nationale des Antiquaires de France.

## Controverses
Joël Blanchard et Antoine Calvet reprochent véhémentement à Jacques Paviot d'avoir réalisé un compte-rendu détaillé mais biaisé d'une édition du Songe du Viel Pelerin. Six ans plus tard, Joël Blanchard et Pierre-Anne Forcadet lui reprochent encore davantage un compte-rendu dont le ton est qualifié « désagréable, voire carrément insultant » de leur ouvrage Procès politiques au temps de Louis XI. Le cardinal Balue. Lèse-majesté en débat publié en 2022.

## Principales publications
- La politique navale des ducs de Bourgogne 1384-1482, Lille, 1995, 387 p.Cet ouvrage s'intéresse à tous les aspects de la politique maritime des ducs, il répertorie les bateaux construits, les amiraux de la flotte, les grands événements qui ont caractérisé cette période, y compris les attaques navales de Charles le Téméraire contre Louis XI[6],[7].
- Portugal et Bourgogne au XVe siècle (1384-1482). Recueil de documents extraits des archives bourguignonnes, Lisbonne-Paris, 1995, 595 p.

- Dir. avec Jacques Verger, Guerre, pouvoir et noblesse au Moyen Âge. Mélanges en l’honneur de Philippe Contamine, Paris, Presses de l’Université Paris-Sorbonne (Cultures et civilisations médiévales), 2000, 695 p.[8].
- Jacques Paviot, Bruges, 1300 - 1500, Paris, Éditions Autrement, coll. « Mémoires », 2002, 119 p. (ISBN 978-2-7467-0220-2).
- Les ducs de Bourgogne, la croisade et l’Orient (fin XIVe siècle – XVe siècle), Cultures et civilisations médiévales, Paris, 2003, 394 p.[9],[10].
- Projets de croisade (v. 1290 — v. 1330), Paris, 2008 (Documents relatifs à l’histoire des croisades publiés par l’Académie des Inscriptions et Belles-Lettres, XX), 413 p.[11],[12].
- Philippe de Mézières, « Une Epistre lamentable et consolatoire », adressée en 1397 à Philippe le Hardi, duc de Bourgogne, sur la défaite de Nicopolis (1396), éd. Philippe Contamine et Jacques Paviot avec la collaboration de Céline Van Hoorebeeck, Paris, (Société de l’histoire de France), 2008, 269 p.
- Bertrandon de La Broquère, Le Voyage d’Orient, intr. et notes de Jacques Paviot, trad. d’Hélène Basso, Toulouse, Anarchasis, 2010 (Famagouste), 223 p.
- La Cour du Prince. Cour de France, cours d’Europe, XIIe – XVe siècle, dir. Murielle Gaude-Ferragu, Bruno Laurioux et Jacques Paviot, Paris, Champion (Études d’histoire médiévale, 13), 2011, 664 p.
- Hommes, cultures et sociétés à la fin du Moyen Âge. Liber discipulorum en l’honneur de Philippe Contamine, dir. Patrick Gilli et Jacques Paviot, Paris, Presses de l’Université Paris-Sorbonne (Cultures et civilisations médiévales), 2012[13].
- Les Projets de croisade. Géostratégie et diplomatie européenne du XIVe au XVIIe siècle, dir. Jacques Paviot, avec le concours de Daniel Baloup et Benoît Joudiou, Toulouse, Presses universitaires du Mirail, « Méridiennes ; série Croisades tardives, 1 », 2014, 346 p.
- Le Rouleau d’Arenberg. Une histoire généalogique de la première croisade et des États latins d’Orient, Enghien, Fondation d’Arenberg – Paris, Société des bibliophiles françois, 2016, fac-similé et édition.
- La noblesse des marches, de Bourgogne et d’ailleurs, au temps de Marguerite d’Autriche (XVe – XVIe siècle). [Actes du] Colloque international, Bourg-en-Bresse, Monastère royal de Brou (14 & 15 septembre 2016), dir. Sarah Fourcade, Dominique Le Page et Jacques Paviot, in Annales de Bourgogne, t. 89, fasc. 3-4, 2017, 267 p.
- Jean Germain (v. 1396-1461), évêque de Chalon-sur-Saône, chancelier de l’ordre de la Toison d’or. Actes de la journée d’études, Chalon-sur-Saône, 27 octobre 2018, dir. Delphine Lannaud et Jacques Paviot, Chalon-sur-Saône, Société d’histoire et d’archéologie, 2019[14].
- Miroir du Prince, 1425-1510. La commande artistique des hauts fonctionnaires de la cour de Bourgogne, dir. Brigitte Maurice-Chabard, Sophie Jugie et Jacques Paviot, [catalogue de l’exposition, Autun, musée Rolin – Chalon-sur-Saône, musée Vivant Denon, 5 juin – 19 septembre 2021], Gand, Snoeck, 2021.
- Relation de la croisade de Nicopolis (xve siècle), suivie du Memoire du voyage de Hongrie fait par Jean comte de Nevers en l’an 1396, sa prison, sa rançon et son retour en France, par Prosper Bauyn (xviie siècle), éd. Marie-Gaëtane Anton, Giovanni Palumbo et Jacques Paviot, Paris, Académie des Inscriptions & Belles-Lettres, « Documents relatifs à l’histoire des croisades, XXIV », 2021[15].
- Pero Tafur, Aventures et voyages, intr. et notes J. Paviot, trad. Julia Roumier et Florence Serrano, Toulouse, Presses universitaires du Midi, 2022.
- Sarah Fourcade et Jacques Paviot, La noblesse au Moyen-Âge, Paris, J.-P. Gisserot (coll. Histoire), mai 2024.